# Magny-la-Ville
Magny-la-Ville ist eine französische Gemeinde mit 74 Einwohnern (Stand 1. Januar 2022) im Département Côte-d’Or in der Region Bourgogne-Franche-Comté. Sie gehört zum Kanton Semur-en-Auxois und zum Arrondissement Montbard.
Nachbargemeinden sind Pouillenay im Norden, Chassey im Osten, Saint-Euphrône im Südwesten und Souhey im Westen.

## Weblinks

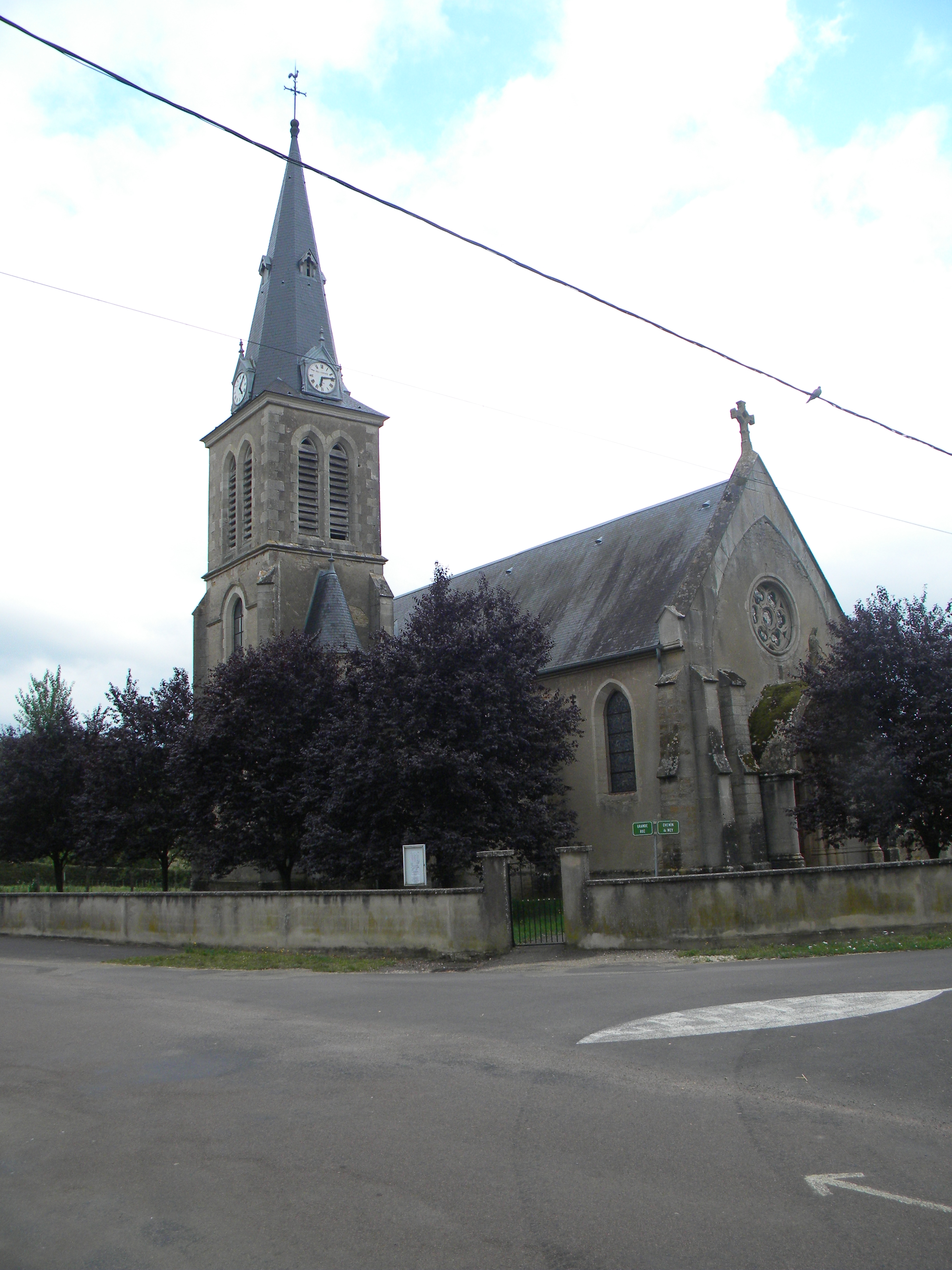
Kirche Notre-Dame de la Nativité

## Bevölkerungsentwicklung
| Jahr                       | 1962 | 1968 | 1975 | 1982 | 1990 | 1999 | 2008 | 2015 |
| -------------------------- | ---- | ---- | ---- | ---- | ---- | ---- | ---- | ---- |
| Einwohner                  | 79   | 48   | 54   | 67   | 59   | 65   | 83   | 77   |
| Quellen: Cassini und INSEE |      |      |      |      |      |      |      |      |